# Ain’t That a Bitch
Ain’t That a Bitch (ein Slang-Ausdruck für „so ein Mist“) ist ein Funk-Album von Johnny Guitar Watson, das 1976 veröffentlicht wurde.

## Entstehungsgeschichte
Watson spielte alle Instrumente bis auf Bläser und Schlagzeug selbst ein, produzierte das Album und komponierte auch alle Lieder des Albums selbst. Nur bei Superman Lover wurde er von Reynaldo Rey unterstützt. Auf dem provozierenden Cover-Foto im Pimp-Stil sitzt Watson im weißen Anzug auf einem Sofa, neben ihm ein Hund, zu seinen Füßen liegen zwei Frauen mit Hundeleinen um den Hals.

## Bedeutung
Watson konnte zum Zeitpunkt der Veröffentlichung bereits auf eine 25-jährige Karriere als Blues-Musiker zurückblicken, die jedoch ohne nennenswerten kommerziellen Erfolg geblieben war. Das Album war das erste kommerziell erfolgreiche Album von Watson und enthält einige der bekanntesten Funk-Kompositionen, die er jemals schrieb. Die Veröffentlichung verhalf dem zu diesem Zeitpunkt bereits 41-jährigen Watson sogar zu einer Grammy-Nominierung als „Best New Vocalist“. Das Album wurde in Amerika mit einer Goldenen Schallplatte für mehr als 500.000 verkaufte Exemplare ausgezeichnet.
Das Musikmagazin Mojo (Ausgabe 8/03, S. 110) bezeichnete das Album als „essential funk-blues-soul-R&B-jazz album by one of the great under-sung and under-sold characters of US music.“
Die Stücke Superman Lover und Ain’t that a Bitch wurden von diversen Rap-Musikern wie Dr. Dre, Jay-Z, Mary J. Blige, Redman, Montell Jordan und anderen gecovert.

## Musikstil
I Need It ist ein schnelles, rhythmisches Discostück. Das Album enthält drei Balladen, Since I Met You Baby, We’re No Exception und I Want to TaTa You Baby, alles typische Liebeslieder („We fell in love so fast, anyone could tell, this kind o’ love has gotta last.“). Der Titeltrack Ain’t That a Bitch ist ein eingängiges Stück über die Schwierigkeiten, den Lebensunterhalt zu bestreiten – zum Beispiel die eines Angestellten, der Computer programmieren kann, Buchhaltung und Psychologie versteht, japanisch spricht und nach zwei Jahren die erste Woche bezahlten Urlaub bekommt und trotzdem kaum genügend Geld verdient, um damit seinen Lebensunterhalt zu bestreiten. Superman Lover und Won’t You Forgive Me sind typische Funkstücke.

## Titelliste
1. I Need It – 4:46
2. I Want to Ta-Ta You Baby – 5:49
3. Superman Lover – 5:44
4. Ain’t That a Bitch – 5:02
5. Since I Met You Baby – 3:30
6. We’re No Exception – 4:18
7. Won’t You Forgive Me Baby – 5:17

### Bonustracks der CD-Version
1. I Need It (7" Single Edit) – 3:31
2. Superman Lover (7" Single Edit) – 3:18